# NGC 5392
NGC 5392 é uma galáxia espiral (S0-a) localizada na direcção da constelação de Virgo. Possui uma declinação de -03° 12' 32" e uma ascensão recta de 13 horas, 59 minutos e 24,9 segundos.
A galáxia NGC 5392 foi descoberta em 15 de Abril de 1787 por William Herschel.